# Симон Лекуе
Симон Лекуе (на испански: Simón Lecue) е испански футболист, нападател.

## Кариера
Лекуе играе първите си два сезона в Ла лига с Алавес.
През 1932 г. преминава в Реал Бетис, като вкарва 9 гола в 21 мача, като андалусийците печелят първата си и единствена титла през сезон 1934/35 г. под ръководството на ирландския треньор Патрик О'Конъл. След третия си сезон там, той напуска клуба.
Впоследствие е привлечен в Реал Мадрид, където продължава да играе редовно, отбелязвайки 12 гола в своята втора година - първенството не се провежда от 1936 до 1939 г. в резултат на Испанската гражданска война. След четири сезона във Валенсия, където печели втората си титла, през 1944 г. приключва кариерата си през 1949 г. след кратки престои в Еркулес, Чамбери и Реал Сарагоса.